# Kungliga Fysiografiska Sällskapet i Lund
Kungliga Fysiografiska Sällskapet i Lund – Akademi för naturvetenskap, medicin och teknik er et svensk videnskabsakademi oprettet i Lund for at fremme naturvidenskaberne, medicin og teknik. Den valgte fokusering afspejles i akademiets navn, idet det gamle ord fysiografi bedst kan oversættes til naturbeskrivelse.
Fysiografiska Sällskapet i Lund blev stiftet den 2. december 1772. Vedtægterne for akademiet blev stadfæstet af den svenske kong Gustav III den 6. marts 1778, og akademiet kunne derfor føje ordet kungliga til sit navn.
Blandt stifterne af akademiet finder man professor i naturvidenskaberne Anders Jahan Retzius, den senere biskop Nils Hesslén og medicineren Anders Barfoth.
Akademiets virke havde i begyndelsen et meget alment sigte på videnskaberne men dette har igennem årene mere og mere forskudt sig hen imod de rene grundvidenskaber. Akademiet forvalter et stort antal donationer, hvoraf midler uddeles som stipendier, især til yngre forskere. Selskabet uddeler også priser og medaljer for en fremragende og længerevarende forskningsindsats til lidt ældre forskere.